# Principato di Fürstenberg
Il Fürstenberg era un antico Stato tedesco situata a sud dell'attuale stato del Baden-Württemberg, in Germania.

## Storia
L'originaria contea di Fürstenberg venne a crearsi quando il conte Egino IV di Urach per matrimonio ereditò gran parte del ducato di Zähringen alla morte del duca Bertoldo V nel 1218, ed originariamente era nota col nome di contea di Friburgo. Il nipote di Egino, il conte Enrico, mutò il proprio cognome e per meglio identificarsi coi vasti possedimenti prese nome dalla sua residenza, il castello di Fürstenberg, appunto, attorno al 1250.
La contea venne divisa già nel 1284 in sé stessa e nella contea di Dillingen e nuovamente nel 1408 in Fürstenberg-Fürstenberg e Fürstenberg-Wolfach.
Nel corso dei secoli, vari conti e principi espansero i loro territori aggiungendovi il langraviato di Baar, le signorie di Gundelfingen, Hausen, Heiligenberg, Höwen e Meßkirch, oltre al langraviato di Stühlingen in Germania ed i domini attorno al Castello di Křivoklát (in tedesco: Pürglitz), in Boemia, a Tavíkovice (in tedesco: Taikowitz) in Moravia ed a Weitra nell'Arciducato d'Austria.
Nel 1667, il Fürstenberg-Heiligenberg venne elevato a principato e ricevette la possibilità di votare nel Reichstag. Nel 1744 vari territori della casata dei Fürstenberg vennero riunificati sotto il principato di Fürstenberg-Fürstenberg, dal momento che tutte le linee ad eccezione di quella regnante si erano estinte.
Il Rheinbundakte del 1806 dissolse il principato di Fürstenberg e ne mediatizzò i territori in gran parte al Baden ed in parti minori al Württemberg, all'Hohenzollern-Sigmaringen ed alla Baviera.

## Stati di Fürstenberg
Per meglio comprendere l'evoluzione e le suddivisioni che nel corso dei secoli i domini della famiglia Fürstenberg subirono, è riportato qui di seguito uno schema illustrativo:
- Contea di Fürstenberg (1250–1408)
  - Contea di Dillingen (1284 - 1386)
    - Contea di Fürstenberg-Fürstenberg (1250 - 1408)
      - Contea di Fürstenberg-Geisingen (1441 - 1483)
      - Contea di Fürstenberg-Baar (1441 - 1559)
        - Contea di Fürstenberg-Möhringen (1599 - 1641)
        - Contea di Fürstenberg-Blumberg (1559 - 1614)
          - Contea di Fürstenberg-Messkirch (1614 - 1716), Principato di Fürstenberg-Messkirch (1716 - 1744)
          - Contea di Fürstenberg-Stühlingen (1614 - 1716)
            - Contea di Fürstenberg-Weitra (1705 - 1806)
              - Contea di Fürstenberg-Taikowitz (1759 - 1806)

        - Contea di Fürstenberg-Heiligenberg (1599 - 1641), Principato di Fürstenberg-Heiligenberg (1664 - 1716)
        - Contea di Fürstenberg-Donaueschingen (1617 - 1698)

    - Principato di Fürstenberg-Pürglitz (1762 - 1806)

  - Contea di Fürstenberg-Wolfach (1408 - 1490)

## Sovrani di Fürstenberg

### Conti di Fürstenberg (1250 - 1408)
- Enrico I (1250 - 1284)
- Federico I (1284 - 1296)
- Enrico II (1296 - 1337)
- Corrado III (1337 - 1370) con
  - Enrico IV (1337 - 1366) con
  - Giovanni II (1337 - 1365) con
- Enrico VI (1365 - 1408)

Principati suddivisi

### Principi di Fürstenberg
- Ermanno Egon (1664 - 1674)
- Antonio Egon (1674 - 1716)

- Froben Ferdinando (1716 - 1735)
- Carlo Federico (1735 - 1744)

- Giuseppe Guglielmo Ernesto (1744 - 1762)
- Giuseppe Venceslao (1762 - 1783)
- Giuseppe Maria Benedetto (1783 - 1796)
- Carlo Gioacchino (1796 - 1804)

- Carlo Egon II di Fürstenberg (1804-1806)

Lo stato viene mediatizzato